# George Robert Sims
George Robert Sims (né le 2 septembre 1847 dans le district de Kennington à Londres et mort le 4 septembre 1922 dans Regent's Park à Londres) est un journaliste, poète, dramaturge et romancier anglais. Au début de sa carrière, il rédige des articles humoristiques et satiriques pour le magazine Fun et le journal The Referee, mais son intérêt se porte vers les réformes sociales, devenant l'une des voix demandant des réformes pour les pauvres vivants dans les taudis londoniens. En plus de rédiger abondamment pour les journaux, il produit des romans. Il connaît par ailleurs le succès en tant que dramaturge, puisque ses pièces, souvent écrites en collaboration, sont régulièrement jouées, que ce soit au Royaume-Uni ou à l'international. Éleveur de bulldogs anglais , il est un sportif accompli et poursuit une vie fastueuse en compagnie d'un cercle élargi d'amis artistiques. Joueur compulsif, il dépense avec abondance les gains issus de ses productions et, lorsqu'il meurt, il n'a plus un sou.

## Biographie
George Robert Sims naît le 2 septembre 1847 dans le district de Kennington à Londres dans une famille dont le père, George Sims, est un commerçant prospère et la mère, Louisa Amelia Ann Stevenson Sims, est présidente de la Women's Provident League (« Ligue des femmes de la providence »). Aîné de la famille, il est régulièrement en conctact avec les amis cosmopolites et progressistes de ses parents, y compris des suffragettes. Élevé dans le district d'Islington, sa mère l'amène régulièrement au théâtre. Il rédige de la poésie dès l'âge de dix ans. Il suit des formations à Eastbourne, au Hanwell Military College, puis à l'université de Bonn. À Bonn, il crée quelques pièces de théâtre, dont une adaptation de Dr. Wespe de Roderich Benedix (en). Il complète sa formation en Allemagne et en France, où il prend goût aux jeux de hasard. Il traduit en anglais les Contes drôlatiques d'Honoré de Balzac, qui sont publiés en 1874 chez Chatto and Windus. Jugé trop osé, ils sont retirés de la circulation (ils seront réintroduits en 1903.
Marié trois fois, Sims est veuf à deux reprises. En 1876, il épouse Sarah Elizabeth Collis (née en 1850). En 1888, il épouse Annie Maria Harriss (né en 1859). En 1901, il épouse Elizabeth Florence Wykes (née en 1873), qui lui survit. Il n'aura aucun enfant de ces mariages. Dans sa nécrologie, le journal The Times écrit que :

« [Si] attrayante et si originale est sa personnalité révélée par son abondante production — il était en effet un travailleur exceptionnel — qu'aucun autre journaliste n'a su prendre la même place dans les affections non seulement du grand public, mais aussi des gens aux goûts plus raffinés [...] Sims était en effet un journaliste né, doté du flair essentiel, d'un astucieux sens commun, d'imagination, de larges sympathies, d'un vif intérêt pour tous les aspects de la vie et d'un patriotisme ardent [...] Il était [également] un dramaturge très apprécié [...] un réformateur social zélé, un spécialiste en criminologie, un fin connaisseur gastronomique et en dégustation d'alcools, dans les courses, dans les chiens, en boxe, et dans toutes sortes de personnes et de choses curieuses et insolites. »

### Journalisme, satire et écrits sociaux
Sims est retourné en Angleterre et a brièvement travaillé dans le commerce de son père, mais ses intérêts l'ont porté à écrire, il a donc commencé à rédiger des histoires et de la poésie. Il a commencé par publier dans le magazine Fun en 1874, succédant à l'éditorialiste Tom Hood tout en devenant ami des collègues William S. Gilbert et Ambrose Bierce. Il contribue aussi au journal Weekly Dispatch. En 1876, il rédige une lettre ouverte satirique, accusant de façon humoristique le producteur et acteur Henry Irving d'inviter à la tuerie de masse en mettant de l'emphase sur l'aspect glauque des pièces de Shakespeare dans lesquelles il joue et de verser des pots-de-vin aux critiques. Irving engage une poursuite en justice pour diffamation contre Sims et son éditeur, Harry Sampson, mais la retire après des excuses.
En 1877, Sims commence à contribuer à un nouveau journal centré sur le sport et les loisirs, édité par Sampson, The Referee, rédigeant une chronique hebdomadaire sans thème précis, Mustard and Cress, qu'il signe du pseudonyme « Dagonet » et qu'il tiendra jusqu'à sa mort. Cette chronique obtient un tel succès que ses écrits sont regroupés en deux ouvrages : The Dagonet Ballads publié en 1879 et Ballads of Babylon publié en 1880. Ils se vendent à plus de 100 000 exemplaires et sont continuellement en réimpression pendant les trente années subséquentes. Il rédige aussi des récits de voyage sur un ton amusant et de niveau familier, toujours sous le pseudonyme « Dagonet ». Il est nommé éditorialiste du magazine One and All en 1879, tout en rédigeant pour le compte d'autres publications sur les courses de chevaux, les concours de chiens, la boxe et les loisirs. Même si Sims a publié sa chronique Mustard and Cress à toutes les semaines pendant 45 ans sans discontinuer, The Times écrit :

« [S]emaine après semaine [...] les pages conservent leur fraîcheur et semblent toujours parler de quelque chose de nouveau. Elles étaient parsemées de jolis petits épigrammes en vers, de chansons patriotiques ou de parodies, avec des blagues, des jeux de mots, d'énigmes, des slogans. Il parlait de politique [...] philanthropie, loisirs, souvenirs, mets et alcools, et de voyages où un Cockney pouvait y prendre plaisir [...] il prenait fait et cause pour les infortunés de la classe moyenne [...] Il mettait ses lecteurs dans la confidence et leur disait tout à propos de [...] ses amis [...] ses animaux de compagnie [...] Et il s'assurait de le faire sans verser dans l'égotisme ou l'ennui. »

Sims est reconnu pour son monologue dramatique dans l'ouvrage The Dagonet Ballads. L'expression de son sentiment envers les dures conditions des Londoniens défavorisés a attiré l'attention du public sur celles-ci et a fait de Sims l'une des voix en faveur de réformes. De 1879 à 1883, il rédige une abondante série d'articles, dans Sunday Dispatch, Daily News et d'autres journaux, sur les misérables conditions des pauvres habitant les taudis londoniens. Plusieurs seront repris dans des livres, que ce soit The Theatre of Life (1881, Fuller), Horrible London (1889, Billing and Sons), The Social Kaleidoscope et The Three Brass Balls. En particulier, Sims et Frederick Barnard rédige en 1881 une série d'articles illustrés sous le titre How the Poor Live dans un journal récemment fondé, The Pictorial World. Ils seront repris dans un livre publié en 1883. Il a aussi composé plusieurs ballades pour attirer l'attention sur les difficultés des pauvres. Ses efforts influeront sur la perception du public de l'époque, ce qui mènera à d'importantes réformes sociales,.
Sims est nommé responsable d'une étude menée en 1882 sur les conditions sociales dans Southwark puis comme témoin d'une commission d'enquête royale en 1884 sur les lgements de la classe ouvrière. Sims attire l'attention du public sur d'autres phénomènes sociaux, tels la traite des esclaves dans une série d'articles publiés dans le journal Daily Telegraph, qui seront repris dans deux livres : London by Night (1906) et Watches of the Night (1907). Portant également son attention sur les mauvais traitements subis par les enfants, il publie en 1907 The Black Stain. En collaboration avec E. W. Burgwin, il fonde l'organisme caritatif Referee Children's Free Breakfast and Dinner Fund (« Fonds [du journal] Referee des déjeuners et petits déjeuners gratuits pour les enfants ») en 1880, qui deviendra le plus important organisme londonien de ce type. Sims a aussi fait la promotion des clubs pour garçons et a fait campagne pour que les musées et les galeries d'art soient ouverts plus souvent, tout comme autoriser les concerts le dimanche.
George Robert Sims a aussi rédigé plusieurs romans, dont :
- Rogues and Vagabonds
- Memoirs of Mary Jane
- Mary Jane Married
- Memoirs of a Landlady
- The Ten Commandments
- Li Ting of London

Son autobiographie, My Life: Sixty Years' Recollections of Bohemian London, publiée en 1917, sera bien reçue du public. Elle se compose surtout de souvenirs publiés la première fois dans des articles parus dans le journal The Evening News. Ses descriptions des contemporains londoniens sont indulgentes mais vives. Il a aussi écrit :
- The Coachman's Club, Or, Tales Told Out of School, 1897, F. V. White and Co.
- Living London, en 3 volumes, 1901–1903, Cassell (chroniques de la vie mondaine londonienne)
- Among my Autographs, 1904, Chatto & Windus

Sims, intéressé par la psychologie du crime, a rédigé des romans policiers. Son Dorcas Dene publié en 1897 met en vedette une femme détective. Au Arthur Lambton's Crimes Club, il prend plaisir à échanger avec les écrivains Max Pemberton (en), Conan Doyle et Churton Collins (en). Dévoré par les meurtres de Jack l'Éventreur, des gens l'ont même soupçonné d'être le tueur en série. Une version modernisée de ses poèmes sera publié en 1968 sous le titre Prepare to Shed Them Now.
Malgré sa personnalité sympathique et son réseau social, Sims a subi des critiques. Le journal National Observer a ironisé en suggérant qu'il soit mis en nomination en 1892, en tant que digne successeur d'Alfred Tennyson. Des partisans de l'esthétisme ont parfois méprisé Sims et en 1894 il a été parodié. En 1899, Charles Whibley a publié une notice biographique au vitriol. En 1906, il a en partie sacrifié une partie de son statut parmi les progressistes à cause de sa campagne publiée dans le journal The Tribune : « Bitter cry of the middle classes » (« Cris d'amertume des classes moyennes »), pendant laquelle il critique le travail organisé et affirme que les marchands et les travailleurs les moins fortunés sont surimposés au nom de l'étatisme.

### Dramaturge
Sims a écrit plus de trente pièces de théâtre, la plupart des adaptations de pièces d'origine européenne. Son premier succès, Crutch and Toothpick, est une adaptation d'une pièce de théâtre comique du Français Eugène Labiche. Présenté au Royalty Theatre (en) à partir de 1879, elle est jouée 240 fois. En 1881, il écrit une pièce qui connaît un plus grand succès, le mélodrame The Lights o' London (en) est présenté au Princess's Theatre (en) à Londres. Elle est jouée 286 fois. Présentée un peu partout au Royaume-Uni, elle obtient même du succès aux États-Unis, où elle établit un record de ventes de billets. Pendant la Première Guerre mondiale, elle est continuellement jouée en Europe et ailleurs. En 1882, au Princess's Theatre, la pièce Romany Rye est encore un succès. Au début des années 1880, Sims est le premier dramaturge à voir quatre pièces jouées simultanément (dans les West End theatres). Également, une douzaine de troupes itinérantes jouent ses pièces à cette époque. Plusieurs sont écrites conjointement, que ce soit avec Barrett, Sydney Grundy, Clement Scott (en) ou Arthur Shirley (en).
Sa collaboration avec Henry Pettitt (en) lui rapporte le plus de succès. Ensemble, ils écrivent In the Ranks (publiée en 1883, jouée 457 fois à l’Adelphi Theatre) et The Harbour Lights (1885, 513 fois à l’Adelphi Theatre). Leurs comédies musicales burlesques comprennent Faust up to date (1888), laquelle obtient du succès pendant plusieurs années. Son titre mènera à la création d'un néologisme anglais, « up-to-date », qui signifie « à l'avant-garde » des dernières modes. Elle est suivie d'un autre succès, Carmen up to Data (1890). Avec Cecil Raleigh (en), il écrit l'opéra burlesque Little Christopher Columbus (1893), qui connaît aussi un succès. Sims écrit d'autres comédies musicales, telles Blue-eyed Susan jouée au Prince of Wales Theatre (1892) et The Dandy Fifth (jouée à Birmingham en 1898) et Dandy Dick Whittington (1895, jouée à l’Avenue Theatre. Robert Williams Buchanan (en) et Sims écrivent conjointement cinq mélodrames joués à l’Avenue Theatre, dont The Trumpet Call (1891). Sur scène, lors d'une représentation, le costume de Mme Patrick Campbell tombe par terre, ce qui selon son biographe M. Peters, aurait prolongé les présentations de ce mélodrame. Elle et Sims ont une aventure, mais elle se lasse avant lui. En 1896, Sims écrit conjointement avec Arthur Shirley le mélodrame Two Little Vagabonds (une adaptation de la pièce Les Deux Gosses) qui jouit d'un succès au Princess's Theatre et sera repris plusieurs fois. Il est co-auteur de quelques pantomimes, dont Puss in Boots produit au Drury Lane Theatre.
Sims a notamment rédigé les mélodrames :
- The Golden Ladder
- Master and the Man
- The Star of India
- The Gypsy Earl
- Scarlet Sin
- The Silver Falls (1888)
- The English Rose (1890)
- The White Rose, starring Mrs. Patrick Campbell
- The Lights of Home, starring Mrs. Patrick Campbell

Ses pièces comiques sont notamment :
- Mother-in-Law (1881)
- The Member for Slocum (1881)
- The Gay City (1881)

### Dernières années
Fortuné à cause de ses succès littéraires, Sims appartient au Devonshire Club, au Eccentric Club et d'autres clubs. En 1898, il déclare un revenu d'environ 150 000 £, mais il dilapide presque toute sa fortune aux jeux de hasard, le restant étant versé à des organismes caritatifs, se retrouvant sans le sou à sa mort. Passionné de sports, surtout de courses de chevaux et de boxe, il joue régulièrement au badminton. Il élève des bulldogs anglais. Il a créé une lotion tonique qu'il annonce comme remède contre l'alopécie, mais ses amis découvrent qu'il s'agit d'un canular puisque Sims ne parvient pas à empêcher ses cheveux de tomber.
Sims profite des pages du Daily Mail pour demander la libération d'un Norvégien, Adolph Beck, injustement emprisonné à deux reprises à cause d'une erreur d'identité. Son effort mène à la création d'une cour d'appel au criminel en 1907. Pour souligner son travail, le roi de Suède et de Norvège le nomme chevalier de l'Ordre de St Olaf, première classe, en 1905.
George Robert Sims meurt en 1922 à sa maison dans Regent's Park à Londres, peu après son 75e anniversaire, d'un cancer du foie.

### Citations originales
1. ↑  (en) « so attractive and original was the personality revealed in his abundant output—for he was a wonderfully hard worker—that no other journalist has ever occupied quite the same place in the affections not only of the great public but also of people of more discriminating taste....  Sims was indeed a born journalist, with the essential flair added to shrewd common sense, imagination, wide sympathies, a vivid interest in every side of life, and the most ardent patriotism.... He was [also] a highly successful playwright... a zealous social reformer, an expert criminologist, a connoisseur in good eating and drinking, in racing, in dogs, in boxing, and in all sorts of curious and out-of-the-way people and things. »
2. ↑  (en) « week after week... the page read freshly and seemed always to have something new in it.  It was sprinkled with neat little epigrams in verse, patriotic songs or parodies, with jokes, puns, conundrums, catch-words.  He talked of politics... philanthropy, amusement, reminiscence, food and drink, and such travel as so confirmed a Cockney could enjoy. ...he would champion the cause of the unfortunate middle classes....  He took his readers into his confidence, and told them all about... his friends... his pets....  And he contrived to do this without ever becoming egotistical or a bore. »